# Helmut Pfordte
Helmut Pfordte (* 4. Juni 1940 in Delitzsch) ist ein deutscher Landwirt sowie Politiker (CDU, bis 1990 DBD) und ehemaliges Mitglied des Sächsischen Landtages.

## Leben
Nach Absolvieren der Grundschule in Schenkenberg (siehe Delitzsch) machte Helmut Pfordte im Jahr 1958 sein Abitur an der EOS Delitzsch. Anschließend studierte er von 1958 bis 1964 in Leipzig mit dem Abschluss als Diplomlandwirt. Danach war Pfordte von 1955 bis 1971 Mitarbeiter im Landwirtschaftlichen Rat des Kreises. Zwischen 1971 und 1983 war er Produktionsleiter im VEB Rindermast Delitzsch. Ab 1984 war er Vorsitzender der LPG (T) Schenkenberg.
Pfordte ist evangelisch, verheiratet und hat drei Kinder.

## Politik
Helmut Pfordte war ab 1964 Mitglied der DDR-Blockpartei DBD und ab 1980 Kreisvorsitzender sowie ab 1989 stellvertretender Bezirksvorsitzender seiner Partei. Zwischen 1968 und 1979 war Pfordte Stadtverordneter von Delitzsch. Von 1980 bis 1990 gehörte er dem Kreistag an.
Seit September 1990 ist Pfordte Mitglied der CDU. Im Oktober 1990 wurde er über die Landesliste der CDU Sachsen in den Sächsischen Landtag gewählt. Dort war er Vorsitzender des Ausschusses für Landwirtschaft, Ernährung und Forsten sowie Mitglied im Petitionsausschuss. Im Zusammenhang mit der Überprüfung der Abgeordneten auf eine Zusammenarbeit mit dem Ministerium für Staatssicherheit legte er am 23. Oktober 1991 sein Mandat nieder.

## Belege
- Klaus-Jürgen Holzapfel (Hrsg.): Sächsischer Landtag: 1. Wahlperiode, 1990–1994; Volkshandbuch. NDV Neue Darmstädter Verlagsanstalt, Rheinbreitbach 1991, ISBN 3-87576-265-7. S. 52 (S. 89 u. 94 für die Ausschüsse). (Stand Mai 1991)